# عبدالقادر الجزایری
عبدالقادر الجزایری (به عربی: عبد القادر ابن محیی الدین)، معروف به امیر عبدالقادر (۶ سپتامبر ۱۸۰۸ – ۲۶ می۱۸۸۳) یک سیاستمدار، روحانی مسلمان، صوفی و فرمانده نظامی الجزایری بود. وی جنگی را بر ضد اشغالگران فرانسوی در ۱۸۴۳ رهبری نمود. برخی از مردم الجزایر او را قهرمان ملی خود می‌دانند.
وی در شهر معسکر نزدیک وهران در الجزایر زاده شد. پدر وی محی الدین مصطفی بود. شجره نامه وی به حسن مجتبی می‌رسد.
پس از آنکه نیروهای نظامی فرانسوی در سال ۱۸۳۰ سواحل شمالی الجزایر را که آن زمان تابع امپراتوری عثمانی بود تصرف کردند، مردم مسلمان الجزایر مبارزاتی را در برابر استعمارگران فرانسوی انجام دادند.
قیام عبدالقادر الجزایری از سال ۱۸۳۷ آغاز شد و تا سال ۱۸۴۳ ادامه یافت، عبدالقادر با متحد کردن قبایل بیابان نشین و مردم شهرنشین الجزایر توانست ضرباتی به ارتش فرانسه وارد آورد و برخی از شهرهای الجزایر مانند وهران را تصرف نماید اما وجود اختلاف میان سران مبارز به‌خصوص احمد بیگ فرمانده نظامی امپراتوری عثمانی با عبدالقادر الجزایری که هردو با فرانسویان مبارزه می‌کردند و هم چنین تجهیزات نظامی فرانسویان باعث گشت عبدالقادر الجزایری در سال ۱۸۴۳ از استعمارگران شکست بخورد و به مراکش بگریزد اما سرانجام بر اثر فشارهای فرانسه مراکش نتوانست از او حمایت کند و نهایتاً دولت فرانسه او را دستگیر کرد و پس از محاکمه به شهر دمشق در سوریه که آن زمان در امپراتوری عثمانی قرار داشت تبعید کرد.